# Verbesina vallartana
Verbesina vallartana là một loài thực vật có hoa trong họ Cúc. Loài này được B.L.Turner & Olsen miêu tả khoa học đầu tiên năm 1988.